# Emelyne Laurent
Emelyne Laurent, född den 4 november 1998 i Fort-de-France, Martinique, är en fransk fotbollsspelare (anfallare) som spelar för Lyon. Hon är även en del av det franska landslaget och var uttagen i truppen till världsmästerskapet 2019. Laurent är 161 cm lång och beskrivs av FIFA som snabb och bra på att dribbla.